# Paraleptastacus bisetosus
Paraleptastacus bisetosus is een eenoogkreeftjessoort uit de familie van de Leptastacidae. De wetenschappelijke naam van de soort is voor het eerst geldig gepubliceerd in 1938 door Jakubisiak.